# Taça Europeia de Clubes de Futebol de Praia de 2016

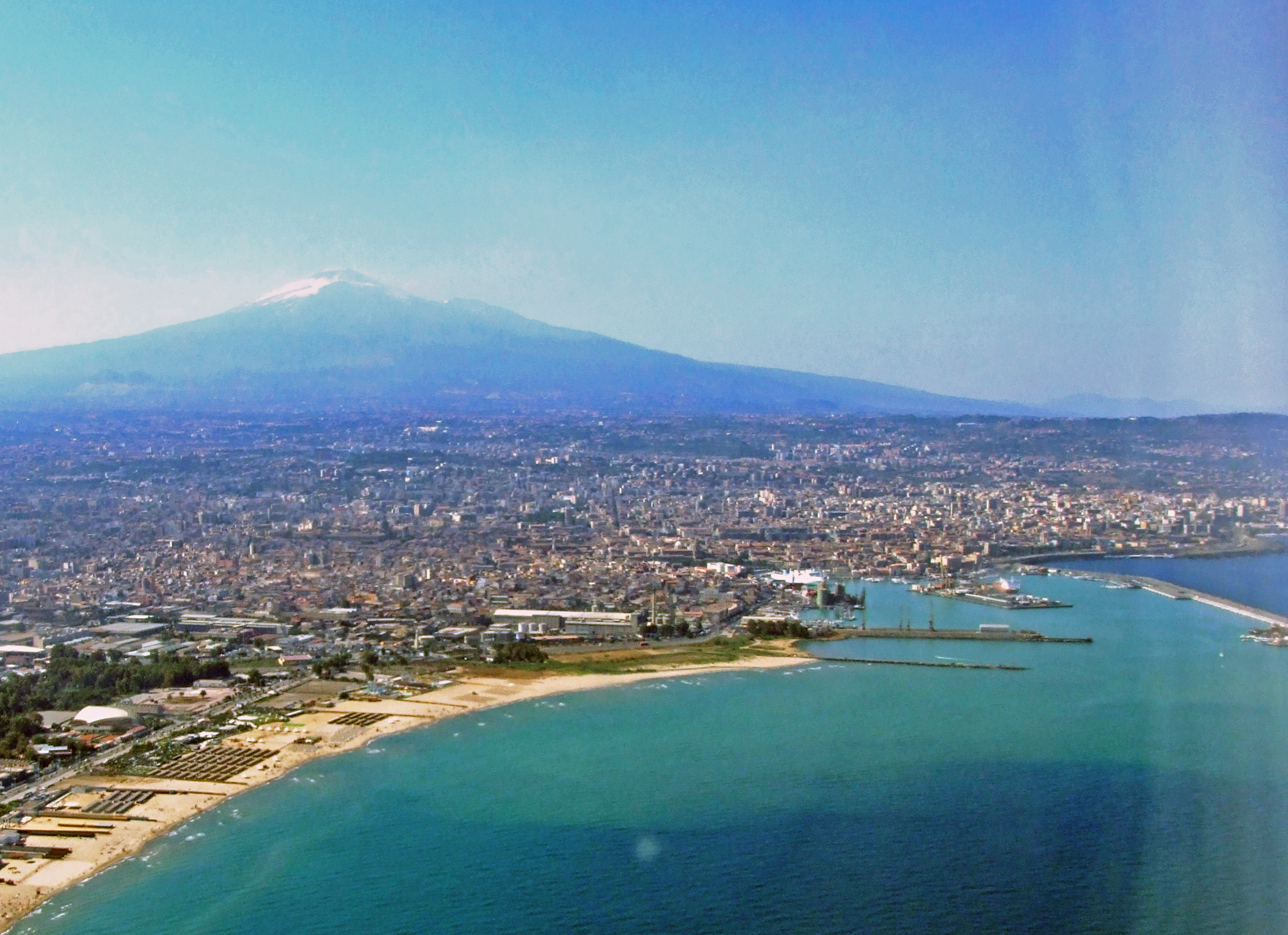
Imagem aérea de Catania, cidade-sede da Taça Europeia de Clubes de Futebol de Praia em 2016

A Taça Europeia de Clubes de Futebol de Praia de 2016 é a quarta edição dos Taça Europeia de Clubes de Futebol de Praia, uma competição anual continental de futebol de praia, onde participam os melhores clubes Europeus à semelhança da UEFA Champions League, realizada na Catania, Italia, a partir de 23 de Maio a 29 de junho de 2016.

## Equipes participantes
Um recorde de 28 nações representadas por um total de 32 clubes participará do torneio. Similarmente à Liga dos Campeões da UEFA, as ligas de maior qualidade receberam mais de uma vaga na competição para os respectivos clubes de ligas competirem.. As outras ligas serão representadas apenas por seus campeões.
| Campeões, vice-campeões e o Terceiro lugar | Campeões, vice-campeões e o Terceiro lugar | Campeões, vice-campeões e o Terceiro lugar |
| ------------------------------------------ | ------------------------------------------ | ------------------------------------------ |
| Terracina (1º)                             | Kristall (1º)                              | Chargers Baselland (1º)                    |
| Viareggio (2º)                             | Krylya Sovetov (2º)                        | Winti Panthers (2º)                        |
| Catania (3º)                               |                                            |                                            |
| Apenas campeões                            |                                            |                                            |
| FC BATE Borisov (1º)                       | Cartel Waterloo (1º)                       | FC Odesos (1º)                             |
| Bohemians 1905 (1º)                        | Copenhagen (1º)                            | WKR Santos (1º)                            |
| ASC Peugeot (1º)                           | Le Grand Motte (1º)                        | Kakhaber Mikeladze (1º)                    |
| Rostocker Robben E.V (1º)                  | Atlas AO (1º)                              | ESC Gyöngyös (1º)                          |
| Kfar Qassem Club (1º)                      | FK ZEP (1º)                                | IGOL (1º)                                  |
| Djoker Chisinau (1º)                       | Zwolle (1º)                                | Darsahan (1º)                              |
| Grembach Łódź (1º)                         | Braga (1º)                                 | Performer Constanta (1º)                   |
| Rehab (1º)                                 | Melistar (1º)                              | Analyaspor (1º)                            |
| Artur Music (1º)                           |                                            |                                            |

| Nota: As seguintes equipes retiraram: - Bohemians 1905 - Darsahan - Rehab - Kakhaber Mikeladze | Eles foram substituídos por: - Lokomotiv Moscow - Portsmouth - Hemako Sztutowo - Dinamo Batumi |  |  |

### Grupo A
| Equipe          | Pld | W | W+ | L | GF | GA | +/– | Pts | Qualificação |
| --------------- | --- | - | -- | - | -- | -- | --- | --- | ------------ |
| Catania         | 3   | 3 | 0  | 0 | 22 | 5  | +17 | 9   | Próxima Fase |
| FC BATE Borisov | 3   | 2 | 0  | 1 | 16 | 9  | +7  | 6   | Próxima Fase |
| Atlas AO        | 3   | 1 | 0  | 2 | 9  | 15 | –6  | 3   | Eliminado    |
| Zwolle          | 3   | 0 | 0  | 3 | 6  | 24 | –18 | 0   | Eliminado    |

### Grupo B
| Equipe          | Pld | W | W+ | L | GF | GA | +/– | Pts | Qualificação |
| --------------- | --- | - | -- | - | -- | -- | --- | --- | ------------ |
| Kristall        | 3   | 3 | 0  | 0 | 20 | 5  | +15 | 9   | Próxima Fase |
| Melistar        | 3   | 2 | 0  | 1 | 16 | 11 | +5  | 6   | Próxima Fase |
| Le Grand Motte  | 3   | 1 | 0  | 2 | 12 | 12 | 0   | 3   | Eliminado    |
| Cartel Waterloo | 3   | 0 | 0  | 3 | 6  | 24 | –18 | 0   | Eliminado    |

### Grupo C
| Equipe           | Pld | W | W+ | L | GF | GA | +/– | Pts | Qualificação |
| ---------------- | --- | - | -- | - | -- | -- | --- | --- | ------------ |
| Viareggio        | 3   | 3 | 0  | 0 | 19 | 9  | +10 | 9   | Próxima Fase |
| Krylya Sovetov   | 3   | 2 | 0  | 1 | 19 | 10 | 9   | 6   | Próxima Fase |
| Rostocker Robben | 3   | 0 | 1  | 2 | 12 | 17 | –5  | 2   | Eliminado    |
| FK ZEP           | 3   | 0 | 0  | 3 | 7  | 21 | –14 | 0   | Eliminado    |

### Grupo D
| Equipe              | Pld | W | W+ | L | GF | GA | +/– | Pts | Qualificação |
| ------------------- | --- | - | -- | - | -- | -- | --- | --- | ------------ |
| Terracina           | 3   | 3 | 0  | 0 | 18 | 10 | +10 | 9   | Próxima Fase |
| Kfar Qassem BS Club | 3   | 2 | 0  | 1 | 17 | 9  | +8  | 6   | Próxima Fase |
| FC Odesos           | 3   | 1 | 0  | 2 | 10 | 15 | –5  | 3   | Eliminado    |
| Winti Panthers      | 3   | 0 | 0  | 3 | 6  | 17 | –11 | 0   | Eliminado    |

### Grupo E
| Equipe          | Pld | W | W+ | L | GF | GA | +/– | Pts | Qualificação |
| --------------- | --- | - | -- | - | -- | -- | --- | --- | ------------ |
| BSC Artur Music | 3   | 2 | 0  | 1 | 25 | 8  | +17 | 6   | Próxima Fase |
| Hemako Sztutowo | 3   | 2 | 0  | 1 | 5  | 6  | –1  | 6   | Próxima Fase |
| BSC Peugeot     | 3   | 1 | 0  | 2 | 5  | 20 | –15 | 3   | Eliminado    |
| Dinamo Batumi   | 3   | 1 | 0  | 2 | 13 | 14 | –1  | 3   | Eliminado    |

### Grupo F
| Equipe           | Pld | W | W+ | L | GF | GA | +/– | Pts | Qualificação |
| ---------------- | --- | - | -- | - | -- | -- | --- | --- | ------------ |
| Grembach Łódź    | 3   | 3 | 0  | 0 | 16 | 7  | +9  | 9   | Próxima Fase |
| Lokomotiv Moscow | 3   | 2 | 0  | 1 | 22 | 4  | +18 | 6   | Próxima Fase |
| Analyaspor       | 3   | 1 | 0  | 2 | 11 | 17 | –6  | 3   | Eliminado    |
| IGOL             | 3   | 0 | 0  | 3 | 6  | 27 | –21 | 0   | Eliminado    |

### Grupo G
| Equipe              | Pld | W | W+ | L | GF | GA | +/– | Pts | Qualificação |
| ------------------- | --- | - | -- | - | -- | -- | --- | --- | ------------ |
| Braga               | 3   | 3 | 0  | 0 | 35 | 2  | +33 | 9   | Próxima Fase |
| CS Djoker Chisinau  | 3   | 2 | 0  | 1 | 11 | 14 | –3  | 6   | Próxima Fase |
| Performer Constanta | 3   | 1 | 0  | 2 | 13 | 21 | –8  | 3   | Eliminado    |
| WKR Santos          | 3   | 0 | 0  | 3 | 6  | 28 | -22 | 0   | Eliminado    |

### Grupo H
| Equipe             | Pld | W | W+ | L | GF | GA | +/– | Pts | Qualificação |
| ------------------ | --- | - | -- | - | -- | -- | --- | --- | ------------ |
| Chargers Baselland | 3   | 3 | 0  | 0 | 34 | 11 | +23 | 9   | Próxima Fase |
| ESC Gyöngyös       | 3   | 2 | 0  | 1 | 23 | 10 | +13 | 6   | Próxima Fase |
| Portsmouth         | 3   | 1 | 0  | 2 | 15 | 31 | –16 | 3   | Eliminado    |
| Copenhagen         | 3   | 0 | 0  | 3 | 10 | 30 | –20 | 0   | Eliminado    |

## Fase Final
Os dois primeiros classificados de cada grupo irão para a fase de eliminatórias, começando com as oitavas de final. Cada ronda será composta por uma partida única.
|  | Oitavas de final    | Oitavas de final     |                 |      | Quartas de final | Quartas de final |  |  | Semifinais | Semifinais |  |  | Final | Final |
|  |                     |                      |                 |      |                  |                  |  |  |            |            |  |  |       |       |
|  |                     |                      |                 |      |                  |                  |  |  |            |            |  |  |       |       |
|  |                     |                      |                 |      |                  |                  |  |  |            |            |  |  |       |       |
|  | Catania             | 5                    |                 |      |                  |                  |  |  |            |            |  |  |       |       |
|  | Catania             | 5                    |                 |      |                  |                  |  |  |            |            |  |  |       |       |
|  | ESC Gyöngyös        | 3                    |                 |      |                  |                  |  |  |            |            |  |  |       |       |
|  | ESC Gyöngyös        | 3                    | Catania         | 2    |                  |                  |  |  |            |            |  |  |       |       |
|  |                     |                      | Catania         | 2    |                  |                  |  |  |            |            |  |  |       |       |
|  |                     | Chargers Baselland   | 1               |      |                  |                  |  |  |            |            |  |  |       |       |
|  | Chargers Baselland  | Chargers Baselland   | 1               | 8    |                  |                  |  |  |            |            |  |  |       |       |
|  | Chargers Baselland  |                      |                 | 8    |                  |                  |  |  |            |            |  |  |       |       |
|  | Melistar            | 3                    |                 |      |                  |                  |  |  |            |            |  |  |       |       |
|  | Melistar            | 3                    | Catania         | 3    |                  |                  |  |  |            |            |  |  |       |       |
|  |                     |                      | Catania         | 3    |                  |                  |  |  |            |            |  |  |       |       |
|  |                     | BSC Artur Music (et) | 4               |      |                  |                  |  |  |            |            |  |  |       |       |
|  | Terracina           | BSC Artur Music (et) | 4               | 11   |                  |                  |  |  |            |            |  |  |       |       |
|  | Terracina           |                      |                 | 11   |                  |                  |  |  |            |            |  |  |       |       |
|  | CS Djoker Chisinau  | 3                    |                 |      |                  |                  |  |  |            |            |  |  |       |       |
|  | CS Djoker Chisinau  | 3                    | Terracina       | 4    |                  |                  |  |  |            |            |  |  |       |       |
|  |                     |                      | Terracina       | 4    |                  |                  |  |  |            |            |  |  |       |       |
|  |                     | Artur Music          | 6               |      |                  |                  |  |  |            |            |  |  |       |       |
|  | BSC Artur Music     | Artur Music          | 6               | 4    |                  |                  |  |  |            |            |  |  |       |       |
|  | BSC Artur Music     |                      |                 | 4    |                  |                  |  |  |            |            |  |  |       |       |
|  | Grembach Łódź       | 3                    |                 |      |                  |                  |  |  |            |            |  |  |       |       |
|  | Grembach Łódź       | 3                    | BSC Artur Music | 6(6) |                  |                  |  |  |            |            |  |  |       |       |
|  |                     |                      | BSC Artur Music | 6(6) |                  |                  |  |  |            |            |  |  |       |       |
|  |                     | Viareggio (pen)      | 6(7)            |      |                  |                  |  |  |            |            |  |  |       |       |
|  | Viareggio           | Viareggio (pen)      | 6(7)            | 6    |                  |                  |  |  |            |            |  |  |       |       |
|  | Viareggio           |                      |                 | 6    |                  |                  |  |  |            |            |  |  |       |       |
|  | Falfala Kfar Qassem | 4                    |                 |      |                  |                  |  |  |            |            |  |  |       |       |
|  | Falfala Kfar Qassem | 4                    | Viareggio       | 5    |                  |                  |  |  |            |            |  |  |       |       |
|  |                     |                      | Viareggio       | 5    |                  |                  |  |  |            |            |  |  |       |       |
|  |                     | Lokomotiv Moscow     | 3               |      |                  |                  |  |  |            |            |  |  |       |       |
|  | Lokomotiv Moscow    | Lokomotiv Moscow     | 3               | 3    |                  |                  |  |  |            |            |  |  |       |       |
|  | Lokomotiv Moscow    |                      |                 | 3    |                  |                  |  |  |            |            |  |  |       |       |
|  | Hemako Sztutowo     | 0                    |                 |      |                  |                  |  |  |            |            |  |  |       |       |
|  | Hemako Sztutowo     | 0                    | Viareggio (pso) | 3(5) |                  |                  |  |  |            |            |  |  |       |       |
|  |                     |                      | Viareggio (pso) | 3(5) |                  |                  |  |  |            |            |  |  |       |       |
|  |                     | Braga                | 3(4)            |      |                  |                  |  |  |            |            |  |  |       |       |
|  | Kristall            | Braga                | 3(4)            | 5    |                  |                  |  |  |            |            |  |  |       |       |
|  | Kristall            |                      |                 | 5    |                  |                  |  |  |            |            |  |  |       |       |
|  | Krylya Sovetov      | 6                    |                 |      |                  |                  |  |  |            |            |  |  |       |       |
|  | Krylya Sovetov      | 6                    | Krylya Sovetov  | 3(2) |                  |                  |  |  |            |            |  |  |       |       |
|  |                     |                      | Krylya Sovetov  | 3(2) |                  |                  |  |  |            |            |  |  |       |       |
|  |                     | Braga                | 3(3)            |      |                  |                  |  |  |            |            |  |  |       |       |
|  | Braga               | Braga                | 3(3)            | 5    |                  |                  |  |  |            |            |  |  |       |       |
|  | Braga               |                      |                 | 5    |                  |                  |  |  |            |            |  |  |       |       |
|  | FC BATE Borisov     | 2                    |                 |      |                  |                  |  |  |            |            |  |  |       |       |
|  | FC BATE Borisov     | 2                    |                 |      |                  |                  |  |  |            |            |  |  |       |       |

| Campeões Europeus 2016 |
| ---------------------- |
| BSC Viareggio 1º       |

## Prêmios
| Rodrigo Costa       |  |  |
| Melhor Marcador     |  |  |
| Gabriele Gori       |  |  |
| Melhor guarda-redes |  |  |
|                     |  |  |